# Carl Foreman
Carl Foreman CBE (Chicago, 23 de julho de 1914 — Los Angeles, 26 de junho de 1984) foi um roteirista norte-americano.
Foi premiado com o Oscar de melhor roteiro adaptado pelo filme A Ponte do Rio Kwai e com o Globo de Ouro de melhor filme dramático por Os Canhões de Navarone.
Foreman compareceu ao Comitê de Atividades Antiamericanas da câmara em 1951, e foi nomeado como uma "testemunha não cooperativa", sendo incluído na lista negra do macarthismo. Após esse fato, mudou-se para a Inglaterra, onde prosseguiu em sua atividade como roteirista de Hollywood.